# Нани
Луис Карлос Алмеида да Куња (порт. Luís Carlos Almeida da Cunha; Праја, 17. новембар 1986), познатији као Нани, је португалски фудбалер који тренутно игра за Орландо Сити и репрезентацију Португала.

## Биографија
Нани је у раном детињству емигрирао са породицом из Зеленортских Острва у Португал. Одрастао је у Лисабону, где је започео фудбалску каријеру у Спортингу.
У Спортингу је дебитовао 2005. године. Након две године одличних наступа, потписује петогодишњи уговор у вредности од 17 милиона фунти са Манчестер јунајтедом. За „црвене ђаволе“ дебитовао је 5. августа у утакмици са Челсијем.

## Највећи успеси

### Спортинг Лисабон
- Куп Португала (2) : 2006/07, 2014/15.

### Манчестер јунајтед
- Премијер лига (4) : 2007/08, 2008/09, 2010/11, 2012/13.
- Енглески Лига куп (2) : 2008/09, 2009/10.
- ФА Комјунити шилд (4) : 2007, 2008, 2010, 2011.
- Лига шампиона (1) : 2007/08. (финале 2008/09, 2010/11).
- Светско клупско првенство (1) : 2008.
- Суперкуп Европе : финале 2008.

### Репрезентација Португала
- Европско првенство (1) : 2016.